# Dagmar Hrubá
Dagmar Hrubá (* 17. října 1938) je česká politička, po sametové revoluci československá poslankyně Sněmovny lidu Federálního shromáždění za Občanskou demokratickou stranu.

## Biografie
Ve volbách roku 1992 byla za ODS, respektive za koalici ODS-KDS, zvolena do Sněmovny lidu (volební obvod Jihomoravský kraj). Ve Federálním shromáždění setrvala do zániku Československa v prosinci 1992.
Několik let pracovala jako ředitelka jihomoravské hygienické stanice v Brně. V komunálních volbách roku 2002 byla za ODS zvolena do zastupitelstva městské části Brno-střed. Mandát obhájila i v komunálních volbách roku 2006. Neúspěšně kandidovala v komunálních volbách roku 2010 a 2014. Profesně se postupně uvádí jako krajská hygienička, starostka městské části a hygienička.
Poprvé byla starostkou městské části Brno-střed od 3. května 2005 do 3. listopadu 2006. A poté krátce v období únor – červenec 2008, kdy se rozhodla rezignovat kvůli kauze smlouvy se společností Wilson Property na stavbu budov na náměstí Míru, kterou coby starostka podepsala v roce 2006 a za kterou městské části hrozila kvůli právní chybě desetimilionová pokuta. Čelila potom soudnímu stíhání. V lednu 2009 na její podporu uspořádali místní občanští demokraté demonstraci, protože považovali její stíhání za nespravedlivé. V roce 2010 ji soud pravomocně osvobodil, ale státní zástupce se odvolal k nejvyššímu soudu. V kauze dosud padlo mnoho protichůdných verdiktů soudů. Krajský soud Hrubou v říjnu 2013 znovu pravomocně zprostil viny. Nejvyšší státní zástupce Pavel Zeman, ale dal proti rozsudku dovolání. Zatím poslední rozsudek v kauze Wilson padl v lednu 2014, kdy Krajský soud v Brně odsoudil Hrubou k trestu 18 měsíců s podmínečným odkladem na 2 roky.